# Theodor von Sprösser

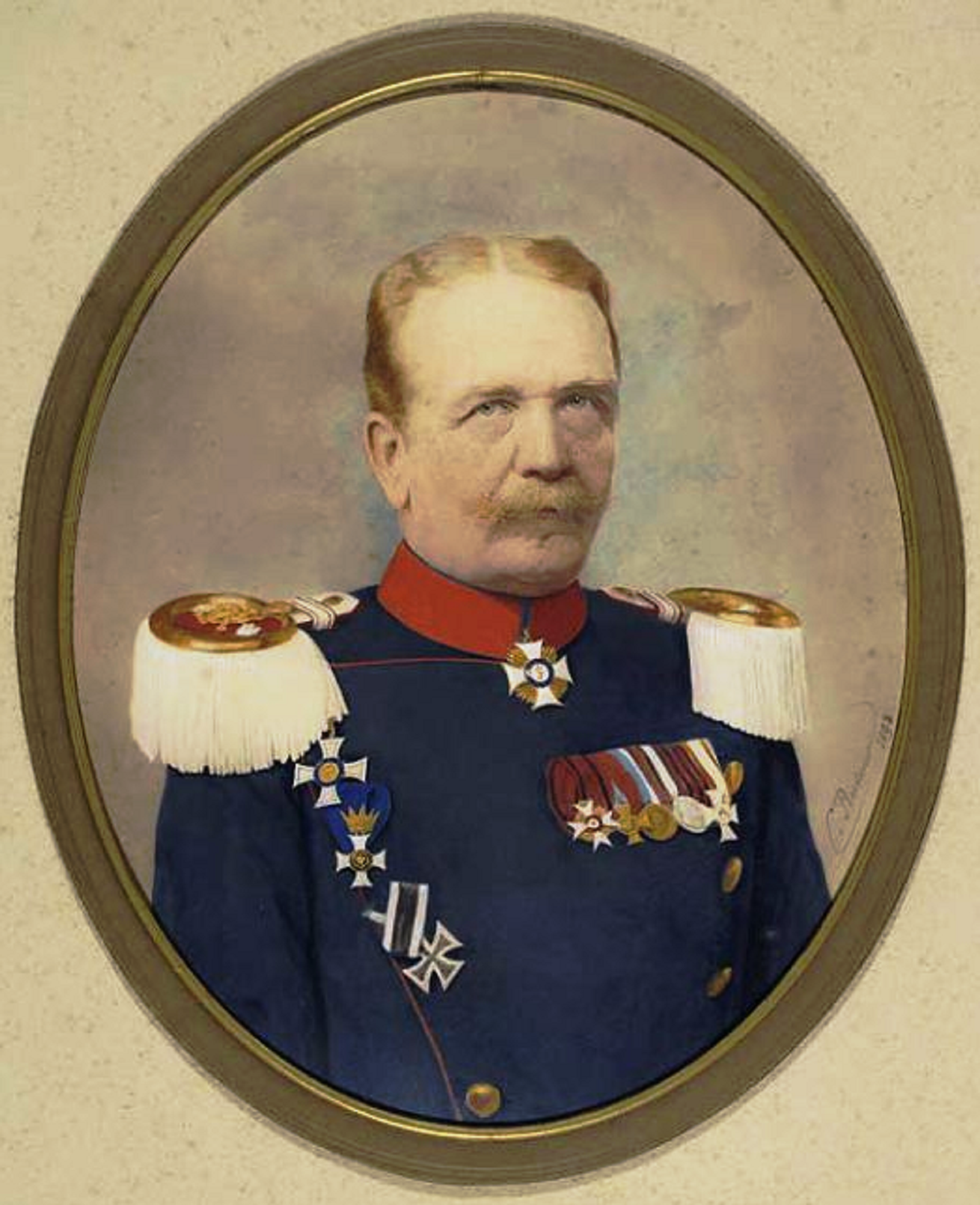
Theodor von Sproesser (1898)

Theodor Karl Gottlieb Sprösser, seit 1870 von Sprösser, (* 23. April 1836 in Ulm; † 19. Juli 1907 in Stuttgart) war ein württembergischer Generalmajor.

## Leben

### Herkunft
Theodor Sprösser entstammte einem schwäbischen Geschlecht, das mit dem 1590 in Unterspeltach geborenen Leonard Sprösser die urkundlich belegte Stammreihe beginnt. In der Folge waren die Vorfahren zunächst Zieglermeister und Ratsherren in Winnenden, die bald auch das Bürgermeisteramt bekleideten. In Winnenden wurde auch der königlich württembergische Verwaltungsbeamte, 1834 geadelte Friedrich von Sprösser (1772–1836) geboren.
Im 18. Jahrhundert wanderte ein Vorfahre als Handelsmann nach Ludwigsburg ab, wo auch er schließlich Bürgermeister wurde.

#### Vorfahren
| Ahnentafel Theodor Karl Gottlieb (seit 1870 von) Sprösser (1836–1907) | Ahnentafel Theodor Karl Gottlieb (seit 1870 von) Sprösser (1836–1907) | Ahnentafel Theodor Karl Gottlieb (seit 1870 von) Sprösser (1836–1907) | Ahnentafel Theodor Karl Gottlieb (seit 1870 von) Sprösser (1836–1907) | Ahnentafel Theodor Karl Gottlieb (seit 1870 von) Sprösser (1836–1907) | Ahnentafel Theodor Karl Gottlieb (seit 1870 von) Sprösser (1836–1907) | Ahnentafel Theodor Karl Gottlieb (seit 1870 von) Sprösser (1836–1907) | Ahnentafel Theodor Karl Gottlieb (seit 1870 von) Sprösser (1836–1907) | Ahnentafel Theodor Karl Gottlieb (seit 1870 von) Sprösser (1836–1907) |                                                            |
| --------------------------------------------------------------------- | --- | --- | --- | --- | --- | --- | --- | --- | ---------------------------------------------------------- |
| Urgroßeltern                                                          | Lorenz Sprösser (1706–1785), Zieglermeister, Gerichtsverwandter und Bürgermeister in Winnenden ⚭ 1735 in Winnenden Maria Jacobina Schad (1715–1792)                                            | Lorenz Sprösser (1706–1785), Zieglermeister, Gerichtsverwandter und Bürgermeister in Winnenden ⚭ 1735 in Winnenden Maria Jacobina Schad (1715–1792)                                            | Johann Georg Krauss (1700–1760) herzoglich württembergischer Landrechnungskommissar und kaiserlicher Notar in Ludwigsburg ⚭ 1752 in Ludwigsburg Maria Elisabeth Theurer verwitwete Kommerell (1716–1765) | Johann Georg Krauss (1700–1760) herzoglich württembergischer Landrechnungskommissar und kaiserlicher Notar in Ludwigsburg ⚭ 1752 in Ludwigsburg Maria Elisabeth Theurer verwitwete Kommerell (1716–1765) | Johann Gottlieb Sprösser (1748–1842) Kauf- und Handelsmann, Ratsherr und Handlungsvorstehender Bürgermeister in Ludwigsburg 1. ⚭ 1774 in Ludwigsburg Johanna Friederike Merklin (1751–1787)      | Johann Gottlieb Sprösser (1748–1842) Kauf- und Handelsmann, Ratsherr und Handlungsvorstehender Bürgermeister in Ludwigsburg 1. ⚭ 1774 in Ludwigsburg Johanna Friederike Merklin (1751–1787)      | Georg Friedrich Nennich ⚭ Friederike Eckardt | Georg Friedrich Nennich ⚭ Friederike Eckardt |                                                            |
| Großeltern                                                            | Johann Gottlieb Sprösser (1748–1842) Kauf- und Handelsmann, Ratsherr und Handlungsvorstehender Bürgermeister in Ludwigsburg 2. ⚭ 1787 in Ludwigsburg Sophia Rosina Dorothea Krauss (1755–1804) | Johann Gottlieb Sprösser (1748–1842) Kauf- und Handelsmann, Ratsherr und Handlungsvorstehender Bürgermeister in Ludwigsburg 2. ⚭ 1787 in Ludwigsburg Sophia Rosina Dorothea Krauss (1755–1804) | Johann Gottlieb Sprösser (1748–1842) Kauf- und Handelsmann, Ratsherr und Handlungsvorstehender Bürgermeister in Ludwigsburg 2. ⚭ 1787 in Ludwigsburg Sophia Rosina Dorothea Krauss (1755–1804)           | Johann Gottlieb Sprösser (1748–1842) Kauf- und Handelsmann, Ratsherr und Handlungsvorstehender Bürgermeister in Ludwigsburg 2. ⚭ 1787 in Ludwigsburg Sophia Rosina Dorothea Krauss (1755–1804)           | Gottlieb Christian Sprösser (1776–1839) Kaufmann und Eisenhändler, Leutnant und Adjutant der Bürger-Fußkompagnie in Ludwigsburg ⚭ 1804 in Lauffen am Neckar Luise Friederika Nennich (1787–1834) | Gottlieb Christian Sprösser (1776–1839) Kaufmann und Eisenhändler, Leutnant und Adjutant der Bürger-Fußkompagnie in Ludwigsburg ⚭ 1804 in Lauffen am Neckar Luise Friederika Nennich (1787–1834) | Gottlieb Christian Sprösser (1776–1839) Kaufmann und Eisenhändler, Leutnant und Adjutant der Bürger-Fußkompagnie in Ludwigsburg ⚭ 1804 in Lauffen am Neckar Luise Friederika Nennich (1787–1834) | Gottlieb Christian Sprösser (1776–1839) Kaufmann und Eisenhändler, Leutnant und Adjutant der Bürger-Fußkompagnie in Ludwigsburg ⚭ 1804 in Lauffen am Neckar Luise Friederika Nennich (1787–1834) |                                                            |
| Eltern                                                                | Carl Wilhelm Sprösser (1791–1872) württembergischer Major im Ehreninvalidencorps ⚭ 1834 in Ludwigsburg Luise Amalie Friederike Sprösser (1808–1887)                                            | Carl Wilhelm Sprösser (1791–1872) württembergischer Major im Ehreninvalidencorps ⚭ 1834 in Ludwigsburg Luise Amalie Friederike Sprösser (1808–1887)                                            | Carl Wilhelm Sprösser (1791–1872) württembergischer Major im Ehreninvalidencorps ⚭ 1834 in Ludwigsburg Luise Amalie Friederike Sprösser (1808–1887)                                                      | Carl Wilhelm Sprösser (1791–1872) württembergischer Major im Ehreninvalidencorps ⚭ 1834 in Ludwigsburg Luise Amalie Friederike Sprösser (1808–1887)                                                      | Carl Wilhelm Sprösser (1791–1872) württembergischer Major im Ehreninvalidencorps ⚭ 1834 in Ludwigsburg Luise Amalie Friederike Sprösser (1808–1887)                                              | Carl Wilhelm Sprösser (1791–1872) württembergischer Major im Ehreninvalidencorps ⚭ 1834 in Ludwigsburg Luise Amalie Friederike Sprösser (1808–1887)                                              | Carl Wilhelm Sprösser (1791–1872) württembergischer Major im Ehreninvalidencorps ⚭ 1834 in Ludwigsburg Luise Amalie Friederike Sprösser (1808–1887)                                              | Carl Wilhelm Sprösser (1791–1872) württembergischer Major im Ehreninvalidencorps ⚭ 1834 in Ludwigsburg Luise Amalie Friederike Sprösser (1808–1887)                                              |                                                            |
| Proband                                                               | Theodor Karl Gottlieb (seit 1870 von) Sprösser (1836–1907) | Theodor Karl Gottlieb (seit 1870 von) Sprösser (1836–1907) | Theodor Karl Gottlieb (seit 1870 von) Sprösser (1836–1907) | Theodor Karl Gottlieb (seit 1870 von) Sprösser (1836–1907) | Theodor Karl Gottlieb (seit 1870 von) Sprösser (1836–1907) | Theodor Karl Gottlieb (seit 1870 von) Sprösser (1836–1907) | Theodor Karl Gottlieb (seit 1870 von) Sprösser (1836–1907) | Theodor Karl Gottlieb (seit 1870 von) Sprösser (1836–1907) | Theodor Karl Gottlieb (seit 1870 von) Sprösser (1836–1907) |

Theodor Sprösser war ein Sohn des Carl Wilhelm Sprösser (1791–1872), württembergischen Majors im Ehreninvalidencorps, aus der am 29. Juli 1834 in Ludwigsburg geschlossenen Ehe mit dessen Halbnichte Luise Amalie Friederike geborene Sprösser (1808–1887), die eine Tochter des älteren Halbbruders ihres Gatten war, nämlich von Gottlieb Christian Sprösser (1776–1839), Kaufmann und Eisenhändler sowie Leutnant und Adjutant der Bürger-Fußkompagnie in Ludwigsburg.
Der aus Winnenden gebürtige Großvater väterlicherseits, Johann Gottlieb Sprösser (1748–1842), Kauf- und Handelsmann sowie Ratsherr und Handlungsvorstehender Bürgermeister in Ludwigsburg, war also gleichzeitig der Urgroßvater mütterlicherseits.
Dessen erste Ehefrau (seit 1774) Johanna Friederike, geborene Merklin (1751–1787), war die leibliche Urgroßmutter mütterlicherseits. Dessen zweite Ehefrau (seit 1787) war die leibliche Großmutter väterlicherseits, nämlich Sophia Rosina Dorothea, geborene Krauss (1755–1804), die eine Tochter des Johann Georg Krauss (1700–1760), herzoglich württembergischer Landrechnungskommissar und kaiserlicher Notar in Ludwigsburg, war.
Der Großvater (respektive Urgroßvater) Johann Gottlieb Sprösser (1748–1842) war ein Sohn des Lorenz Sprösser (1706–1785), der Zieglermeister, Gerichtsverwandter und Bürgermeister in Winnenden war.
Theodors Schwester Marie Luise Friederike, geborene Sprösser (1838–1929) war seit 1861 mit dem Stuttgarter Fabrikanten Johann Karl Klotz (1835–1909) verheiratet, einem Chemiker und Direktor der Farbenfabriken Siegle. Deren Tochter wiederum – seine Nichte – Marianne, geborene Klotz (1867–1940), war seit 1888 mit dem späteren Generaladjutanten des württembergischen Königs Wilhelm II., Fritz von Graevenitz (1861–1922), verheiratet.

### Militärkarriere
Nach dem Besuch des Gymnasiums in Stuttgart trat Sprösser am 3. Mai 1853 als Freiwilliger auf sechs Jahre in das 4. Infanterie-Regiment der Württembergischen Armee ein. Im weiteren Verlauf seiner Militärkarriere nahm er als Hauptmann während des Deutsch-Französischen-Krieges an den Schlachten bei Wörth, Sedan und Villiers sowie der Einschließung und Belagerung von Paris teil.  Für seine Leistungen verlieh ihm König Karl am 28. Dezember 1870 das Ritterkreuz des Militärverdienstordens. Damit verbunden war die Erhebung in den persönlichen Adelstand und er durfte sich nach der Eintragung in die Adelsmatrikel von Sprösser nennen. Außerdem hatte er am 23. April 1871 das Eiserne Kreuz II. Klasse erhalten.
Seit 18. Juni 1875 Major, diente Sprösser ab 22. Mai 1876 als Bataillonskommandeur im Infanterie-Regiment „Kaiser Wilhelm, König von Preußen“ (2. Württembergisches) Nr. 120. Am 21. September 1882 folgte die Beförderung zum Oberstleutnant sowie vom 7. Januar 1884 bis 20. Mai 1884 seine Verwendung als Stabsoffizier im Grenadier-Regiment „König Karl“ (5. Württembergisches) Nr. 123. Anschließend wurde Sprösser zum Kommandeur des Infanterie-Regiments „König Wilhelm I.“ (6. Württembergisches) Nr. 124 ernannt und in dieser Stellung am 28. Juli 1886 zum Oberst befördert. Er gab das Kommando am 7. November 1886 ab und befehligte bis 24. Juni 1889 das Infanterie-Regiment „Kaiser Friedrich, König von Preußen“ (7. Württembergisches) Nr. 125. Zunächst noch ohne Patent am 25. Juni 1889 zum Generalmajor befördert, wurde Sprösser zeitgleich zum Kommandeur der 54. Infanterie-Brigade (4. Königlich Württembergische) ernannt. Am 16. August 1889 erhielt er schließlich das Patent zu seinem Dienstgrad. Sprösser wurde am 17. Juli 1890 mit Pension zur Disposition gestellt.
In Würdigung seiner langjährigen Verdienste verlieh ihm sein König am 30. November 1895 das Komturkreuz des Militärverdienstordens. Sprösser war außerdem seit 1888 Komtur II. Klasse des Friedrichs-Ordens sowie seit 1890 Komtur des Ordens der Württembergischen Krone.

### Familie
Sprösser heiratete 1869 in Stuttgart Mathilde Paur. Sein Sohn Theodor (1870–1933) schlug ebenfalls eine Militärkarriere ein und wurde im Ersten Weltkrieg als Major und Kommandeur der württembergischen Gebirgstruppen mit dem Pour le Mérite ausgezeichnet. Später brachte er es noch zum Generalmajor.